# Restos de un ejército
Los restos de un ejército, Jellalabad (sic), Enero 13, 1842, más conocido como Restos de un ejército, es una pintura al óleo sobre lienzo de 1879 de Elizabeth Thompson. Representa a William Brydon, cirujano asistente del Ejército de Bengala, llegando a las puertas de Yalalabad en enero de 1842. Las murallas de Yalalabad se ciernen sobre una llanura desolada y los jinetes de la guarnición galopan desde la puerta para llegar a la figura solitaria que trae la primera palabra del destino del «Ejército de Afganistán».
Supuestamente, inicialmente se pensó que Brydon era el único superviviente de los aproximadamente 16 000 soldados y seguidores del campamento de la retirada de Kabul de 1842 en la primera guerra anglo-afgana, y se muestra recorriendo los últimos kilómetros para ponerse a salvo en un caballo agotado y moribundo. Algunos otros rezagados del ejército llegaron más tarde, y un número mayor fue finalmente liberado o rescatado después de pasar un tiempo como cautivos de las fuerzas afganas.
La pintura fue realizada durante la segunda guerra anglo-afgana. Thompson estaba desarrollando una reputación por sus cuadros militares después de la recepción favorable de su pintura anterior El pase de lista de 1874, sobre la Guerra de Crimea. Mide 132,1 centímetros por 233,7 centímetros.
Restos de un ejército se exhibió en la Exposición estival de la Royal Academy en 1879, y fue adquirido por Sir Henry Tate, quien presentó a la Tate Gallery en 1897. Aún es propiedad de la Tate Gallery, está en préstamo a largo plazo como parte de una exposición permanente en el Museo Militar de Somerset: el 13.º (1.º Somersetshire) Regimiento (Infantería ligera) participó en la primera guerra anglo-afgana y se trasladó a Yalalabad a finales de 1841.